# Tomek Steifer

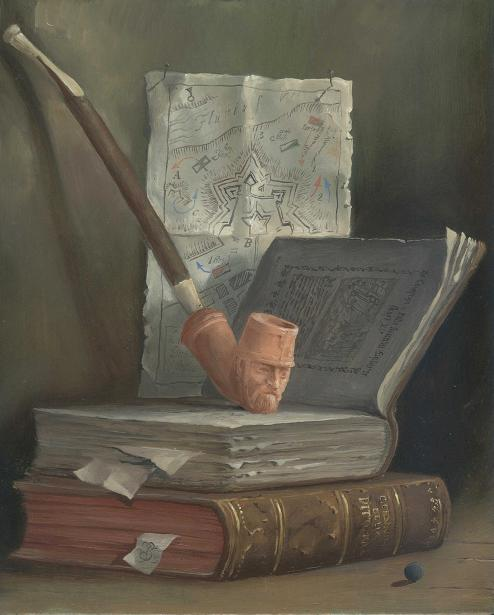
Une œuvre picturale de Tomek Steifer.

Tomek Steifer (ou Tomasz Steifer), né le 5 novembre 1955 à Varsovie, décédé le 8 octobre 2015 à Gdańsk, habitant de longue date dans le petit village de Szadolki (Schüddelkau) non loin de Gdansk, est un artiste peintre, graphiste, peintre héraldiste et généalogiste polonais.

## Parcours
Après avoir étudié à l'Université de Varsovie durant les années 1974-1978, il y a obtenu son diplôme avec une thèse sur l'histoire du livre sous la direction de l'Asst. Dr. Barbara Bieńkowskiej.
En 1978-1985 il a étudié à l'Académie des Beaux-Arts de Varsovie, où il obtint son diplôme en 1985, dans la section restauration de gravures et œuvres graphiques anciennes.
Depuis 1988, il vit et travaille à Gdansk.
Pratiquant avec brio la peinture en trompe-l’œil, remettant ainsi au goût du jour un art disparu, il s'est également fait connaître comme peintre héraldiste au style personnel et au trait précis.
Il use parfois également de la technique du trompe l'œil dans ses représentations héraldiques donnant avec brio l'effet et le relief de la sculpture.
Il est membre fondateur de la Société Polonaise d'Héraldique.
En 2013, il est à l'origine, avec Pawel S. Towpik, de la proposition de retenir le 10 juin pour la Journée internationale de l'héraldique chaque année, en souvenir du 10 juin 1128, date de l'adoubement de Geoffroy V d'Anjou (Plantagenêt), relaté par Jean de Marmoutier, au cours duquel lui aurait été remis un écu orné des lionceaux qu'on retrouve sur l'émail Plantagenêt au Mans.